# Milgithea alboplagialis
Milgithea alboplagialis är en fjärilsart som beskrevs av Dyar 1905. Milgithea alboplagialis ingår i släktet Milgithea och familjen mott. Inga underarter finns listade i Catalogue of Life.